# Oreochromis placidus
Oreochromis placidus е вид бодлоперка от семейство Цихлиди (Cichlidae). Видът не е застрашен от изчезване.

## Разпространение и местообитание
Разпространен е в Малави, Мозамбик, Танзания и Южна Африка. Реинтродуциран е в Зимбабве.
Обитава крайбрежията на сладководни и полусолени басейни, лагуни, реки, потоци и канали.

## Описание
На дължина достигат до 35,5 cm.